# Кибальник, Сергей Акимович
Серге́й Аки́мович Киба́льник (род. 5 июля 1957, Волгоград) — российский литературовед, историк литературы; специалист по истории русской литературы XVIII—XX веков. Доктор филологических наук, профессор Санкт-Петербургского государственного университета, ведущий научный сотрудник Института русской литературы (Пушкинского Дома) Российской академии наук.

## Биография
Сергей Кибальник родился в 1957 году в Волгограде.
Окончил филологический факультет Ленинградского государственного университета имени А. А. Жданова. В 1984 году защитил в Пушкинском Доме диссертацию на соискание учёной степени кандидата филологических наук на тему «Русская антологическая поэзия первой трети XIX века» (научный руководитель Пётр Заборов).
В 2000 году защитил в Пушкинском Доме диссертацию на соискание учёной степени доктора филологических наук на тему «Художественная философия Пушкина».
Профессор Санкт-Петербургского государственного университета, ведущий научный сотрудник Института русской литературы (Пушкинского Дома) Российской академии наук (ИРЛИ РАН). В Пушкинском Доме работает с 1979 года.
Член редколлегии ежеквартального электронного журнала Международного общества Достоевского «Неизвестный Достоевский», журнала «Литературна мисъл» (София), «Вестника Казахского Национального университета имени Аль-Фараби. Серия филологическая» (Алма-Ата), член экспертного совета журнала Cuadernos de Rusística Española (Гранада) и др.
Ответственный редактор серий «Новая и старая русская классика» и «Споры о современной словесности» издательского дома «Петрополис».
Visiting Professor в Питтсбургском университете (в качестве стипендиата программы «Fulbright»; январь — декабрь 1994), в университетах Южной Кореи (1996—2000). Читал отдельные курсы в университетах России, Южной Кореи и Казахстана. Проходил научную стажировку в Kennan Institute for Advanced Russian Studies (Вашингтон, июль — декабрь 1995).
Участник международных симпозиумов Достоевского в Неаполе и Москве, а также других славистических конференций в России, на Украине, в Латвии, Эстонии, Молдавии, Казахстане, Армении, Венгрии, Румынии, Польше, Финляндии, Великобритании, Германии, США, Южной Корее, Японии.
Организатор трёх крупных международных научных конференций ИРЛИ РАН: посвящённой 70-летию (памяти) академика А. М. Панченко (июнь 2007); «Образ Чехова и чеховской России в современном мире» (октябрь 2008, совместно с кафедрой истории русской литературы факультета филологии и искусств СПбГУ); «Россия в многополярном мире. Образ России в Болгарии, образ Болгарии в России» (октябрь 2009, совместно с Институтом литературы Болгарской Академии наук).
Область научных интересов: творчество Фёдора Достоевского, Антона Чехова, Александра Пушкина, рецепция античной поэзии в России и русских классиков XIX века в литературе XX века, русский авангард 1920—1930-х годов, литература русского зарубежья.
Автор «документальной биографии» «Труды и дни Константина Вагинова» (сетевое издание).

## Участие в творческих и общественных организациях
- Член Российского общества Достоевского[2]
- Член Международного общества Достоевского[2]